# Metopa solsbergi
Metopa solsbergi är en kräftdjursart som beskrevs av Schneider 1884. Metopa solsbergi ingår i släktet Metopa och familjen Stenothoidae. Inga underarter finns listade i Catalogue of Life.